# 大平洋機工
大平洋機工株式会社（たいへいようきこう）は、千葉県習志野市に本社を置く、スラリーポンプ・汚泥ポンプ・各種ミキサを中心とした一般産業用機械を製造する企業である。

## 沿革
- 1966年 - 日曹製鋼東京工場より現在地へ移転、習志野機械工場発足
- 1970年 - 日曹製鋼が大平洋ニッケルを吸収合併し、大平洋金属と改称
- 1984年 - 大平洋金属の全額出資により大平洋機工を設立
- 1999年 - 荏原製作所が筆頭株主（持株比率35 %）となる
- 2016年 - 荏原製作所の株をラサ商事、パシフィックソーワが取得

## 関連会社
- ラサ商事
- パシフィックソーワ
- 大平洋金属